# Mylodontoidea
Mylodontoidea – nadrodzina ssaków z podrzędu liściożedrów (Folivora) w obrębie rzędu włochaczy (Pilosa).

## Systematyka
Do nadrodziny należy jedna występująca współcześnie rodzina:
- Choloepodidae J.E. Gray, 1871 – leniuchowcowate

Opisano również rodziny wymarłe:
- Mylodontidae Gill, 1872
- Orophodontidae F. Ameghino, 1895
- Scelidotheriidae F. Ameghino, 1889

Opisano również takson wymarły niesklasyfikowany w żadnej z powyższych rodzin:
- Eionaletherium Rincón, McDonald, Solórzano, Flores & Ruiz-Ramoni, 2015 – jedynym przedstawicielem jest Eionaletherium tanycnemius Rincón, McDonald, Solórzano, Flores & Ruiz-Ramoni, 2015 (incertae sedis)